# Lentille gravitationnelle forte
 (mai 2013).

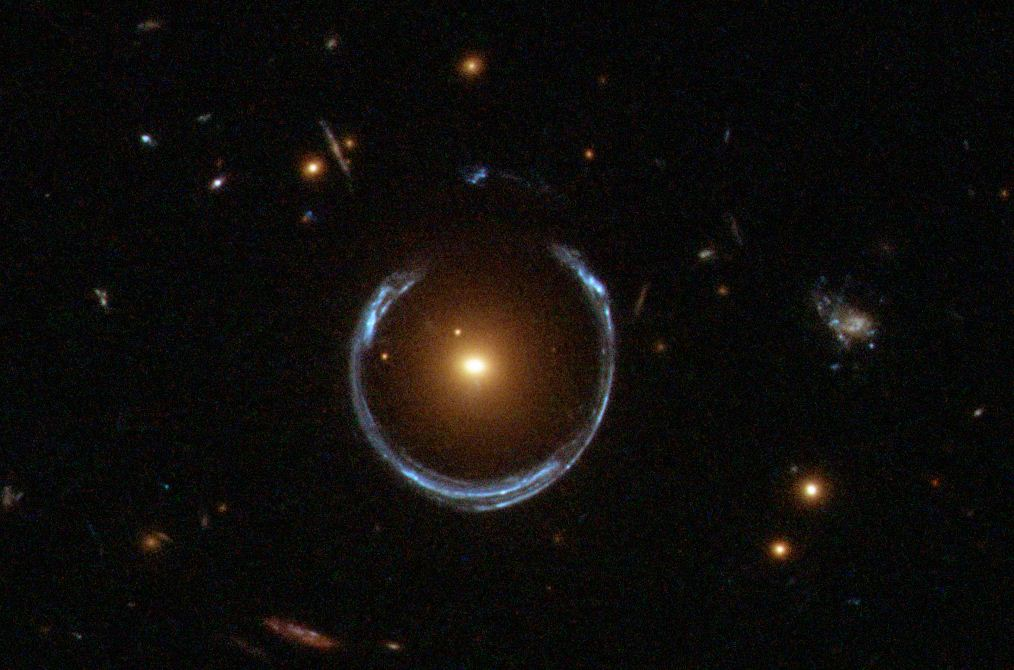
Photographie d'un anneau d'Einstein prise par le télescope spatial Hubble.

Les lentilles gravitationnelles fortes sont un type de lentilles gravitationnelles qui sont assez fortes pour produire des images multiples, des arcs, et même des anneaux d'Einstein. En général, l'effet de lentille gravitationnelle forte demande une masse de lentille projeté d'une densité massique plus grande que la densité critique (en) {\displaystyle \Sigma _{\mathrm {cr} }\,}. 
Pour une source d'arrière-plan ponctuelle, il y aura plusieurs images, alors que des sources d'arrière-plan étendues entraîneront des arcs ou des anneaux. La production d'images multiples est analysée par le théorème du nombre impair (en).

## Source
Une lentille gravitationnelle forte peut-être produite par une galaxie ou un amas de galaxies. Dans le cas où la lentille est créée par une galaxie, l'image créée sera sous forme de points lorsque l'objet d'arrière-plan est un quasar ou un jet résolu. Lorsque la source d'arrière-plan est une galaxie ou un jet étendu, les images seront sous forme d'arcs ou d'anneaux. 
Dans le cas où la lentille est causée par un amas de galaxies, la lentille est généralement assez forte pour produire des effets de lentilles fortes (images multiples, anneaux ou arcs) et de lentilles faibles (distorsion elliptique).